# Resolució 1273 del Consell de Seguretat de les Nacions Unides
La Resolució 1273 del Consell de Seguretat de les Nacions Unides fou adoptada per unanimitat el 5 de novembre de 1999.
Després de reafirmar les resolucions 1234 (1999) i 1258 (1999) sobre la situació a la República Democràtica del Congo, el Consell va ampliar el desplegament del 90 personal d'enllaç militar com a part dels esforços per ajudar al procés de pau al país fins al 15 de gener de 2000.
El Consell de Seguretat va reafirmar l'Acord d'alto el foc de Lusaka que representava una resolució del conflicte a la República Democràtica del Congo. Va assenyalar el desplegament del personal d'enllaç militar de les Nacions Unides a les capitals dels signants de l'Acord d'alto el foc signat a Lusaka. Es va instar a totes les parts a cooperar amb l'equip d'enquestes tècniques enviat a la República Democràtica del Congo per avaluar les condicions per al desplegament de les Nacions Unides al país.
Després d'ampliar el mandat del personal militar d'enllaç, el Consell va demanar al secretari general Kofi Annan que informés sobre l'evolució de la República Democràtica del Congo i sobre la futura presència de les Nacions Unides al país. Finalment, es va instar a totes les parts interessades a continaur complint les disposicions de l'Acord d'alto el foc.